# Salvatore Rossini
Salvatore Rossini (Formia, 13 luglio 1986) è un pallavolista italiano, libero della Virtus Aversa.

## Carriera

### Club
La carriera di Salvatore Rossini inizia nel Latina, nel 2003, giocando nella squadra che disputa il campionato di Serie D; nella stagione 2005-06 viene ingaggiato dalla Virtus Aversa in Serie B1, mentre nella stagione successiva gioca per il CUS Catania, sempre nella stessa categoria.
Nella stagione 2008-09 veste la maglia dell'Argos di Sora, in Serie B2, con cui resta due stagioni, ottenendo anche una promozione in Serie B1; dopo un'annata nel Cortona, nella stagione 2010-11 fa il suo esordio nella pallavolo professionistica, grazie all'acquisto del Città di Castello, in Serie A2. Per il campionato 2011-12 disputa il suo primo torneo di Serie A1 con la Gabeca di Monza, mentre nella stagione 2012-13 torna nella società di Latina, nel frattempo rinominata Top Volley Latina, dove rimane un biennio.
Nel campionato 2014-15 viene ingaggiato dal Modena, club al quale si lega per sei annate e con cui vince altrettanti trofei, ossia due Coppe Italia, tre Supercoppe italiane e uno scudetto. Nella stagione 2020-21 si accasa alla Trentino, sempre in Superlega, rientrando in forza al club modenese già nella stagione seguente, con cui si aggiudica una Coppa CEV.
Dopo dodici stagioni in massima serie, nel campionato 2023-24 torna in forza alla Virtus Aversa, neopromossa in Serie A2.

### Nazionale
Nell'estate 2012 ottiene anche le prime convocazioni in nazionale, con la quale un anno dopo vince la medaglia di bronzo alla World League, bissata anche nell'edizione 2014, e alla Grand Champions Cup e quella d'argento al campionato europeo. Nel 2015 si aggiudica l'argento alla Coppa del Mondo e il bronzo al campionato europeo, mentre nel 2016 quella d'argento ai Giochi della XXXI Olimpiade.

## Palmarès

### Club
- Campionato italiano: 1

2015-16
- Coppa Italia: 2

2014-15, 2015-16
- Supercoppa italiana: 3

2015, 2016, 2018
- Coppa CEV: 1

2022-23

### Premi individuali
- 2014 - World League: Miglior libero